# Mid-Wilshire
Pour les articles homonymes, voir Wilshire.
Mid-Wilshire est un quartier de la ville de Los Angeles, dans l'État de Californie.

## Présentation
Le quartier est délimité à l'ouest par La Cienega Boulevard, au nord par Melrose Avenue, à l'est par Hoover Street et au sud par la Santa Monica Freeway.